# Jevon Holland
Jevon Holland (Coquitlam, Columbia Británica, 3 de marzo de 2000) apodado Snowman, es un jugador profesional canadiense de fútbol americano que se desempeña en la posición de safety en Miami Dolphins, equipo de la National Football League (NFL).

## Carrera
Fue seleccionado en la segunda ronda en la Reunión Anual de Selección de Jugadores de la NFL de 2021. Hizo su debut profesional con el equipo Miami Dolphins, donde lleva jugando tres temporadas.